# Władysław Filipowiak
Władysław Filipowiak (29 avril 1926 - 31 mars 2014) était un professeur, écrivain et archéologue polonais. Il était directeur du Musée national de Szczecin. Il est l’auteur de plus de 200 publications dans le domaine de l'archéologie médiévale ancienne.
Il a notamment mené d'importantes recherche archéologiques au Mali, sur le site de Niani, en 1968.